# Fontaine Saint-Fursy
La fontaine Saint-Fursy est une fontaine située dans la commune française de Lagny-sur-Marne, dans le département de Seine-et-Marne. Elle a été inscrite monument historique en 1926.

## Situation et accès
La fontaine se situe dans le quartier du Cœur de ville, à Lagny-sur-Marne, dans le département de Seine-et-Marne. Elle trône en plein milieu de la place de la Fontaine, voie piétonne du centre-ville.

Situation de la fontaine par rapport aux voies et monuments environnants

## Histoire
La fontaine se trouve à l'endroit même où, en 643, Fursy de Péronne (saint Fursy) arrivant à Lagny-sur-Marne, planta son bâton si fort sur une pierre qu'une source jaillit, source que l'on qualifia de « miraculeuse ». 
Une fontaine était devenue nécessaire du fait de l’affluence lors des foires de Champagne, dont l'une d'entre elles, la foire « des Innocents » se tenait à Lagny-sur-Marne du 2 au 15 janvier. La construction de la fontaine est mentionnée par les textes au XIIIe siècle et  exactement en 1274 sous le nom de fontaine Saint-Foursi

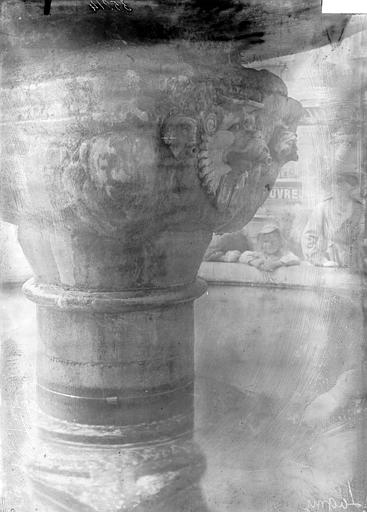
Fontaine, détail - Lagny-sur-Marne - Médiathèque de l'architecture et du patrimoine. Camille Enlart (1862–1927).

Son aspect a évolué au fil du temps, au XIIe siècle, le premier élément a été la cuve, ornée de deux masques humains, d’un personnage la tête en bas, et d’une harpie, qui a été placée sur une colonne. Il y avait également sur la face sud une fleur de lys, et sur la face ouest un écusson uni.
Il n'y avait aucun échappement d'eau à partir de ses sculptures. Ce n'est qu'en 1523 que trois motifs en bronze sont posés sur la partie nord, cachant les décorations qui y étaient, et qui rejetaient l'eau jusqu'en 1902. 
Située au centre de la place portant le même nom, cette fontaine de 18 mètres de circonférence était à l'origine un abreuvoir ; une pierre à laver pour le « menu peuple » y était accolée. 
Son architecture a évolué au fur et à mesure de ses restaurations. 
Cette fontaine a fait l'objet de nombreuses réparations en 1523, 1603, 1787, 1807. La dernière, en 1902, a consisté à remplacer purement et simplement la fontaine existante : son état de vétusté ayant été constaté, celle-ci a été détruite.
La dernière restauration a fait l’objet de nombreuses contestations, en effet, le 2 mars 1899, une commission de travaux décident de la détruire et d’élever à la place une simple vasque en bronze.
Le 21 juin 1902, Émile-Gustave Cavallo-Péduzzi proteste contre le projet et demande l’ajournement de ce projet et le 28 septembre, Jacques-Amédée Le Paire, adresse également un courrier au maire lui demandant l’arrêt de ce projet, demandant que la restauration soit faite  dans le style du XIe siècle, courrier en forme de pétition signée par 155 personnes.
Mais rien n’y fait, l’ajournement est refusé par le Ministre des Beaux-Arts, qui considère que certaines parties de la fontaine seront conservées et remises, cette fontaine gardera son intérêt historique.

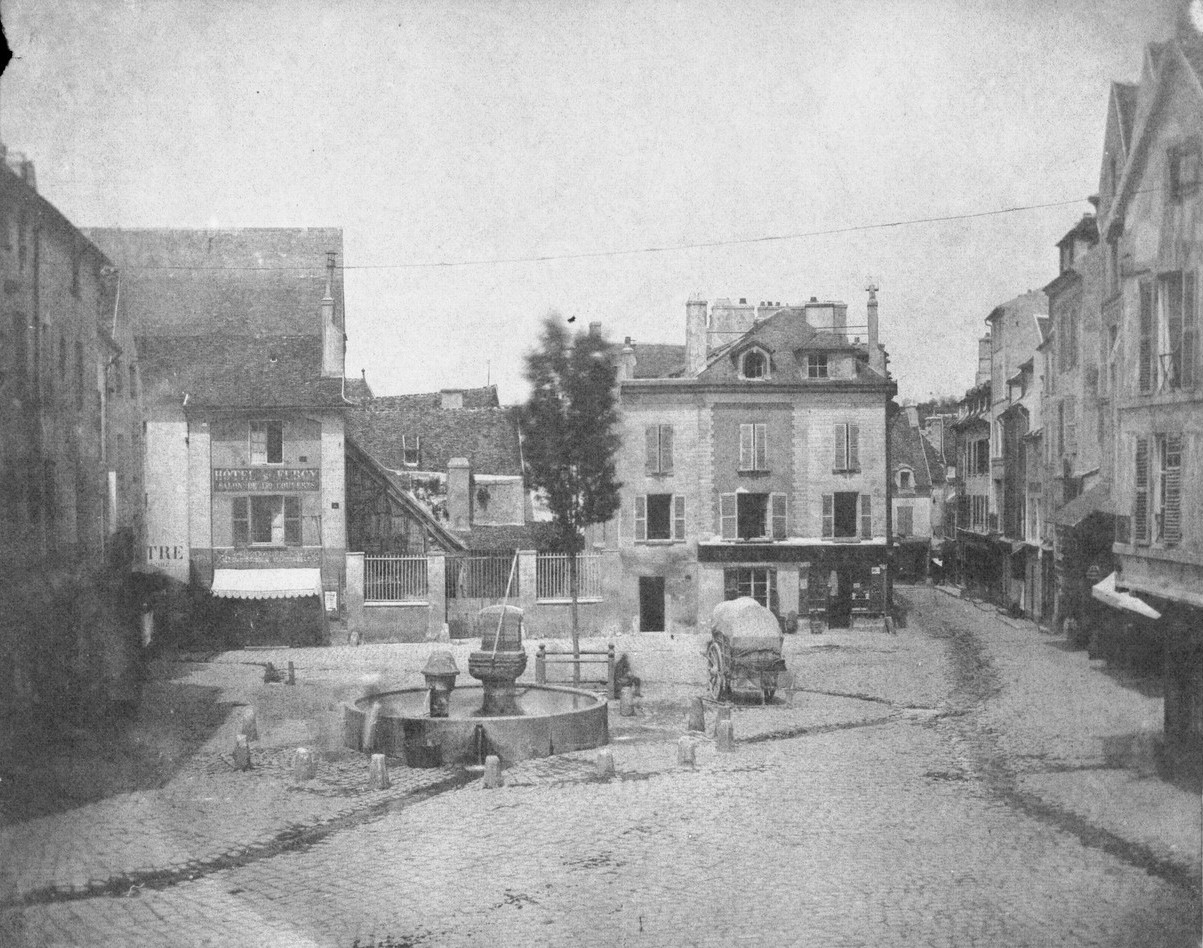
L'ancienne fontaine en 1869.

Depuis sa dernière restauration, elle se présente aujourd'hui sous la forme d'un fût à base carrée datant du XIIIe siècle, un chapiteau cubique d'art roman recouvre celui-ci, avec des sculptures de grotesques à chaque angle. Sur une des faces de ce chapiteau, trois bouches de bronze datant du XVIe siècle déversent l'eau dans le bassin, deux petites représentant un visage de femme aux cheveux relevés, la troisième le visage d'un homme, barbu, cornu, avec une gueule de chien. La représentation du Saint Clou qui y figurait depuis le XIe siècle n'a pas été remise lors de sa dernière restauration en 1902.
Une deuxième vasque, en partie supérieure, est alimentée en eau par un jet en bronze datant de 1603 : c'est le seul élément qui a été conservé lors de la dernière restauration. Cinq feuilles de vigne ornent la calotte.